# Embrun routier
Pour les articles homonymes, voir Embrun.

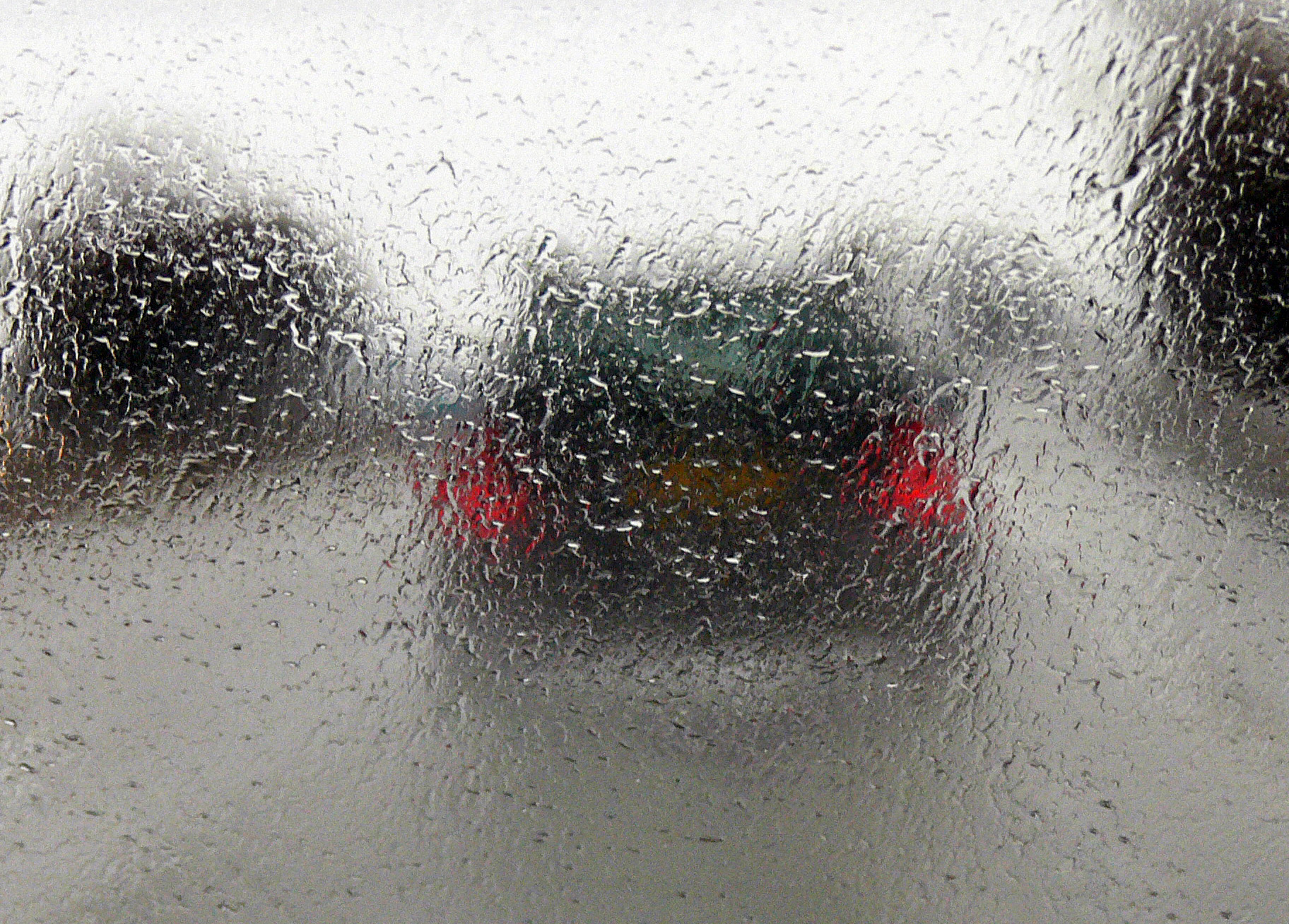
Embruns routiers soulevés par une voiture roulant sur une route enneigée et salée. Globalement, plus un véhicule est lourd et plus il roule vite, plus, toutes choses égales par ailleurs il génère d'embruns.

Les embruns routiers sont un mélange de particules et d'eau provenant des routes, qui après des pluies ou d'autres apports d'eaux météoriques (grêles, neige, givre, condensats de brume dense) ou après des arrosages sont projetés dans les airs lors du passage des véhicules. Ces aérosols, parfois denses et pouvant s'élever à plus de 2 mètres de hauteur peuvent affecter la sécurité routière, diffuser des polluants routiers et salissent les véhicules et l'environnement proche. Ils sont pour ces raisons étudiés au moins depuis les années 1960.
La production globale d'embruns routier évolue : elle augmente avec la circulation routière et avec la vitesse des véhicules et peut véhiculer de nouveaux polluants routiers dont le plomb (au XXe siècle, encore tardivement autorisé dans l'essence dans certains pays), le caoutchouc synthétique, certains plastiques ou plastifiants ou encore, plus récemment, de petites quantités de métaux catalytiques perdus par les pots catalytiques. Les poids lourds émettent beaucoup plus d'embruns, soulevés plus haut et déportés plus loin que les voitures, on cherche donc aussi à les réduire.

## Production des embruns routiers

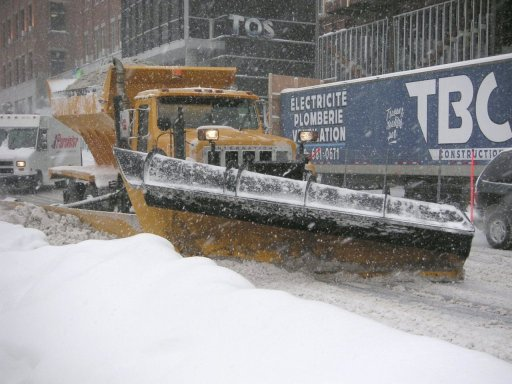
Chasse-neige avec sableuse à Québec.

Sur les routes se retrouvent de la terre notamment apportée par les engins agricoles, forestiers ou de chantiers de construction, ainsi qu'un grand nombre de microdébris provenant notamment de l'environnement naturel (avec localement parfois beaucoup de silicium abrasif provenant du sable du désert ou de plages ou dunes proches de la route), de la route, de la circulation automobile, ainsi que des restes de végétaux ou d'animaux fragmentés en très petits morceaux.
Ceux de ces fragments qui sont légers ou microscopiques, sont facilement déplacés par le souffle des véhicules en mouvement, et /ou emportés par le vent et le ruissellement. On y retrouve ainsi des résidus d'hydrocarbures et parfois une quantité importante de sel (le sel est utilisé dans les pays froids pour le déglaçage hivernal ou pour faire fondre la neige, et aussi utilisé dans certains pays chauds pour limiter les poussières grâce à ses propriétés hygroscopiques ; ce sel est constitué de chlorure de sodium (NaCl), chlorure de calcium (CaCl2), le chlorure de magnésium (MgCl2) et/ou de chlorure de potassium (KCl).
Ces dépôts et microdébris présents sur la chaussée peuvent être secs ou être dilués dans des gouttelettes de pluie, la neige ou le brouillard. Ils peuvent aussi être projetés en hiver par les véhicules de déneigement comme les chasse-neiges. Ils sont pour partie mis en suspension dans les eaux météoriques, et puis projetés sur les côtés des roues par le passage des pneus qui chassent l'eau sur leurs côtés, et/ou happés par la turbulence (vortex) causée par le passage des véhicules. S'il y a du vent, ils peuvent immédiatement emporter horizontalement voire en hauteur dans la colonne d'air (ces déplacements et les taux de remise en suspension peuvent être modélisés et/ou étudiés au moyen de traceurs chimiques, colorés ou fluorescents préalablement déposés sur la route. La projection dépendra donc des conditions et les particules peuvent même servir de noyau de condensation pour former de la brume sèche.

## Type d'embruns
Plusieurs auteurs différencient divers types d'embruns, selon la direction d'expulsion de l'eau, selon la taille des gouttelettes et selon le mécanisme de la libération de l'eau à partir de la surface du pneu. Ainsi Maycock distingue éclaboussures et pulvérisations en termes de taille des gouttelettes (qui a une importance en termes de degré de souillure et d’auto-salissures. Weir et al. distinguent quatre grandes catégories :
1. vague en arc de cercle (Bow wave) : quand il y a beaucoup d'eau sur le sol et que le véhicule roule assez vite ;
2. l'éclaboussure latérale (Side splash wave) : mobilisant un peu moins d'eau, sous forme de vagues latérales (gouttelettes plus grosses suivant une trajectoire balistique, qui touchent généralement le dessous du véhicule pour partie et retombent sur la chaussée pour l'autre partie, contribuant peu à la salissure de surface du véhicule ;
3. l'évacuation de la bande de roulement (Tread pickup) : elle expulse et pulvérise l'eau sur les côtés via les rainures du pneu en rotation ; Weir et al. ont montré que ces gouttelettes ont des diamètres petits (moins de 1 mm) à relativement gros (± 4 mm)[8] ;
4. l'adhérence capillaire (Capillary adhesion) : est le phénomène responsable du fait qu'un peu d'eau est retenue à la surface du pneu et est ensuite libérée un peu plus tard au cours de sa rotation. Ce film capillaire ne correspond qu'à environ 1 % du volume d'eau capté par la bande de roulement. Une partie est évacuée dans l'alignement du pneu et plus ou moins récupérée par le garde-boue; le reste ne se décolle que près du sommet du pneu. Les deux dernières catégories d'embruns sont formées de gouttelettes très fines. Elles sont source d’encrassement du véhicule et des véhicules qui suivent. Shearman et al.(1998)[9], suivis de Borg et Vevang (2006)[10] ont quantifié la distribution de la taille des gouttelettes de ce type de pulvérisation montrant qu'une partie de l'embrun est formé de gouttelettes très fines.

Bouchet et al. ont montré dans un tunnel de simulation que plus le véhicule roule vite, plus la part des gouttelettes fines est importante dans les embruns qu'il produit.

## Impacts
Les embruns routiers ont un impact sur la survie et la croissance des végétaux, et sur certaines propriétés physiques du sol influençant les paysages de bord de route, et la production agricole. Par exemple, les cultures exposées aux embruns pourraient subir des dommages de deux manières : par accumulation des sels des déneigement dans le sol proche de routes, qui peut atteindre des niveaux critiques après un certain nombre d'années d'accumulation, jusqu'à le rendre impropre à la culture, et par le dépôt direct de sel sur les végétaux (sel qui peut endommager les tissus des espèces non halophiles). Les embruns vont également avoir un effet corrosif sur les structures avoisinant les routes et causer des dépôts parfois difficiles à éliminer.

### Générateurs de salissures
Les embruns salissent les véhicules et peuvent également affecter la sécurité routière. Aussi les fabricants cherchent à diminuer les taux de dépôt de contaminants solides sur les vitrages (y compris latéraux) sur les feux, les plaques d'immatriculation et les rétroviseurs. Les designers cherchent également à limiter le transfert de contaminants des surfaces souillées aux mains et aux vêtements des utilisateurs. Depuis peu, la propreté des objectifs de caméra (assistance à la conduite, au parking et au recul, véhicules autonomes, etc.) est aussi un souci. Les véhicules modernes sont dessinés et construits avec des formes et des matériaux tels que les salissures adhèrent moins qu'autrefois aux vitres (vitre arrière notamment) et à la carrosserie du véhicule. Pour ce faire, les concepteurs optimisent le champ d'écoulement aérodynamique produit par le déplacement du véhicule et recourent aussi à des matériaux hydrophobes afin de limiter le dépôt de particules,.
Une partie des salissures est de l'« auto-salissure » : les pneus avant d'une voiture créent par exemple une « zone de dépôt » sur les flancs de la carrosserie, s'étendant du logement de la roue avant à la roue arrière. Les pneus arrière produisent quant à eux des embruns qui sont la source principale de salissure de l'arrière de la carrosserie.
Les embruns routiers salissent et contaminent aussi les abords de la route, les panneaux et les feux de signalisation ou les structures et systèmes construits près de l'axe routier. Les éclaboussures aspergent aussi les cyclistes et les piétons circulant près des routes, et qui inhalent une partie des particules aérosolisées ou en emportent sur leurs vêtements.

### Générateurs de pollution
En raison de leur provenance, ces aérosols sont souvent chargés de polluants. Pour analyser une pollution chronique on peut les mesurer dans le sol ou dans les mousses qui se nourrissent de particules aéroportées. Selon le type de route et sa localisation, on y retrouve notamment des polluants organiques (HAP,, et autres résidus de carburants, de graisses et huiles minérales, de suies, de gomme de pneu, d'excréments et cadavres d'animaux...).
Il a été montré que la plupart des particules fines déposées sur l'enrobé routier sont d'origine artificielle (combustion d'hydrocarbures dans les moteurs, moteur diesel notamment ; et résidus d'huile moteur et de métaux,) ; elles proviennent souvent des véhicules eux-mêmes, :
- des micro ou nanoplastiques (résidus de pneus et de peintures des signalétiques routières notamment) ;
- des microorganismes vivants ;
- de métaux lourds et métalloïdes provenant des véhicules, des carburants et des pots catalytiques[3], mais aussi du "mobilier routier" (glissières de sécurité métallique notamment, qui sont exposés à un air localement plus acide et à la corrosion par le sel de déverglaçage, qui favorisent le relargage de métaux dans l'environnement routier).
- dans les régions froides ou en altitude, ou dans les zones côtières exposées aux embruns marins, ces aérosols peuvent aussi contenir de quantités importantes de sel (marins ou de déneigement), assez importantes pour avoir des effets écotoxiques[25] (dont sur les arbres[26] et leurs graines et semis[27]) et de modifications de la flore des abords routiers[28].

Pour ces raisons les embruns routiers contribuent à la Pollution atmosphérique et à la pollution routière (pollution chronique des abords, de l'eau, de l'air des sols. Si à la suite d'un accident par exemple, un produit polluant s'est répandu sur la chaussée, les embruns contribueront à sa dispersion dans l'environnement). Le flux et la vitesse des véhicules, ainsi que le type de chaussée et la météorologie sont des paramètres qui influencent le degré de dispersion de polluants.
Le ruissellement, les embruns pulvérisés par les véhicules puis les réenvols de dépôts secs dispersent ces contaminants sur les bermes routières, dans les fossés et les eaux de surface de manière mesurable jusqu'à 50 à plus de 150 m pour les voies fréquentées. Les périphériques et autoroutes les plus fréquentés sont des sources importantes de contamination chronique des embruns routiers et donc de l'environnement proche. Ainsi à Moscou le long d'une autoroute où circulent 125 000 véhicules/jour, quelques paramètres de pollution du sol humique ont été étudiés à 1, 6, 10, 18 et 50 m de distance (perpendiculairement à la chaussée). Une « lourde pollution des sols » a été constatée jusqu'à 6 m de la route (dépassement des taux admissibles en Russie pour plusieurs polluants) alors que les sels sont semble-t-il dilués le reste de l'année par les pluies. La pollution diminue ensuite dans la bande des 10 à 50 m de la route pour atteindre les niveaux de fond urbain, mais les taux de HAP restent cependant élevés dans cette bande, probablement car plus volatiles et aussi aérotransportés plus loin, adsorbés sur des particules en suspension dans l'air (suies de diesel par exemple).
Les effets de cette pollution diffuse sur l'eau, l'air et les sols et sur les facteurs géochimiques et physiques qui déterminent les risques écotoxiques sont encore peu étudiés, de même que leur degré de rétention à différentes profondeurs ou les mesures possibles d'évitement, de réduction ou de compensation. Des travaux ont cependant porté sur des sections de routes ou d'autoroutes avec mesures dans le ruissellement, évaluation du volume d'embruns pulvérisés par les véhicules, et évaluation des effets de mesures proposées effectuées durant un an (13 mois exactement). Il est généralement recommandé de protéger les eaux souterraines en évitant les rejets directs dans les eaux superficielles et si nécessaire en éliminant la couche arable supérieure (réservoir de contaminants accumulés, pour partie non dégradables comme le plomb autrefois ajouté à l'essence comme additif).
Remise en suspension : Le nettoyage des bordures de routes ou de trottoirs par des souffleuses, ou au karcher est une source de remise en suspension dans l'air de particules (polluantes ou non). Le réenvol peut également être spontanée : une étude de terrain récente (2018) a montré qu'environ 70% d'un groupe de 4 métaux perdus par les plaquettes et disques de freins après avoir été déplacés par les embruns ou "plaqués au sol" par la pluie, sont ensuite aérosolisés dans l'atmosphère : il y a remise en suspension possible dès que la poussière humide s'assèche.

## Modélisations
Pour les besoins de l'industrie automobile notamment, des outils et des modèles numériques ont été développés pour étudier et réduire la production d'embruns et de salissures par les roues de véhicules, et pour simuler le salissement du véhicule (ou d'une partie du véhicule, vitres latérales par exemple) selon sa forme et sa vitesse et selon le contexte météorologique,.
L'environnement peut aussi être simulé en tunnel avec soufflerie et projection de pluie artificielle.

## Réduction du phénomène d'embruns ou de la pollution des embruns
Quand les pluies ne sont pas trop intenses, la formation de ce type d'embrun peut être fortement limitée par des enrobés drainants (qui peuvent en outre diminuer le bruit routier, mais qui sont plus coûteux et qui peuvent dans certaines régions se colmater rapidement. Sinon une certaine diminution des embruns peut être obtenue par le design du véhicule et en particulier des véhicules lourds.
La poussière trouvée sur les enrobés routiers ou en bordure de route contient des substances biodégradables ou lentement dégradables et des polluants non-dégradables comme les métaux (Cu, Zn, Pb, Ni, Ca, and F notamment, le plus souvent sous forme de particule ou adsorbés sur des particules de 63 μm à 2 mm).
Selon une étude récente (2019), un balayage (mécanique, humide avec aspiration) régulier de la route, peut fortement diminuer la quantité de polluants qui sont sans cela ensuite retrouvés dans l'eau de ruissellement ou dans les embruns routiers. La réduction était de −33,3 à −49,1 % dans le cadre de cette étude. Les déchets ainsi récupérés doivent cependant être gérés comme des déchets toxiques, à ne pas réintroduire dans l'environnement.